# Патна
Патна (гінді पटना locally [ˈpəʈnaː] ( прослухати), ISO Paṭanā, англ. Patna; історично відоме як Pāṭaliputra) — місто в Індії, столиця штату Біхар. Населення міста станом на 2001 рік становило 1,37 млн мешканців, агломерації — 1,70 млн, що робить її 14-тою за населенням в Індії та 168 у світі.

## Географія
Розташована у північно-центральній частині країни, на південному березі Гангу біля місця його злиття з річками Коші, Сон і Ґандакі.

### Клімат
Місто знаходиться у зоні, котра характеризується вологим субтропічним кліматом. Найтепліший місяць — травень із середньою температурою 31.8 °C (89.2 °F). Найхолодніший місяць — січень, із середньою температурою 16.2 °С (61.2 °F).
| Клімат Патни            | Клімат Патни | Клімат Патни | Клімат Патни | Клімат Патни | Клімат Патни | Клімат Патни | Клімат Патни | Клімат Патни | Клімат Патни | Клімат Патни | Клімат Патни | Клімат Патни | Клімат Патни |
| Показник                | Січ.         | Лют.         | Бер.         | Квіт.        | Трав.        | Черв.        | Лип.         | Серп.        | Вер.         | Жовт.        | Лист.        | Груд.        | Рік          |
| Абсолютний максимум, °C | 31           | 33           | 40           | 43           | 43           | 47           | 40           | 38           | 41           | 35           | 32           | 32           | 47           |
| Середній максимум, °C   | 23           | 26,1         | 32,4         | 37,4         | 38,4         | 36,7         | 32,9         | 32,5         | 32,2         | 31,7         | 28,9         | 24,6         | 31,4         |
| Середня температура, °C | 16,2         | 18,9         | 24,4         | 29,8         | 31,8         | 31,7         | 29,5         | 29,3         | 28,8         | 26,7         | 21,9         | 17,4         | 25,5         |
| Середній мінімум, °C    | 9,3          | 11,6         | 16,4         | 22,1         | 25,1         | 26,7         | 26,1         | 26,1         | 25,3         | 21,6         | 14,8         | 10,1         | 19,6         |
| Абсолютний мінімум, °C  | 0            | 1            | 8            | 13           | 17           | 22           | 21           | 22           | 20           | 15           | 8            | 5            | 0            |
| Норма опадів, мм        | 20.4         | 11.1         | 11.4         | 9            | 35.6         | 141          | 319.2        | 279.3        | 212.6        | 72.3         | 8.2          | 7.4          | 1127.5       |
| ----------------------- | ------------ | ------------ | ------------ | ------------ | ------------ | ------------ | ------------ | ------------ | ------------ | ------------ | ------------ | ------------ | ------------ |
| Джерело: Weatherbase    |              |              |              |              |              |              |              |              |              |              |              |              |              |

## Історія
Патна була заснована близько 2500 років тому. За час свого існування вона носила назву Паталіґрам, Паталіпутра, Паталібора, Кусумпур, Пушпапура, Азімабад. Під назвою Паталіпутра вона була політичним центром Південної Азії, зокрема столицею держави Маґадга (7-5 ст. до н. е.), імперій Маур'їв (4-2 ст. до н. е.) та Ґуптів (4-6 ст. н. е.).
На той час місто було дуже розвинуте, мало 64 головних воріт і сотні малих. У місті були організовані протипожежні заходи у вигляді громадських бочок з водою, драбин тощо. Каутилья свідчить, що за сміття, викинуте на вулицю карали штрафом. Міська рада з 30 чоловік обиралася жителями міста. Існувала судова система, приймалися заходи на випадок голоду.
Цар Ашока, що правив в 270—230 роках до н. е., збудував тут великий палац, з будівель цього періоду залишилися руїни. Місто відродилося в часи панування Афганської династії та Великих Моголів у 16-18 століттях. У 18-му столітті Британська Ост-Індійська компанія зробила Патну торговельним осередком.

## Економіка
Зараз Патна — центр регіону вирощування рису, важливий адміністративний, торговий, освітній та медичний центр. Економіка міста заснована переважно на сфері послуг та забезпечує найбільший дохід на душу населення у штаті. Тут добре розвинутий транспорт, зокрема залізничне та повітряне сполучення.